# Polystachya spatella
Polystachya spatella är en orkidéart som beskrevs av Friedrich Fritz Wilhelm Ludwig Kraenzlin. Polystachya spatella ingår i släktet Polystachya och familjen orkidéer. Inga underarter finns listade i Catalogue of Life.